# Dżubb Dukajla
Dżubb Dukajla (arab. جب دكيلة) – wieś w Syrii, w muhafazie Hama. W 2004 roku liczyła 200 mieszkańców.